# Saint-Geniès-de-Malgoirès
Saint-Geniès-de-Malgoirès este o comună în departamentul Gard din sudul Franței. În 2009 avea o populație de 2.710 de locuitori.

## Evoluția populației
| An        | 1975  | 1982  | 1990  | 1999  | 2006  | 2009  |
| --------- | ----- | ----- | ----- | ----- | ----- | ----- |
| Populație | 1.155 | 1.252 | 1.696 | 1.853 | 2.460 | 2.710 |